# Xã Richland, Quận Washington, Arkansas
Xã Richland (tiếng Anh: Richland Township) là một xã thuộc quận Washington, tiểu bang Arkansas, Hoa Kỳ. Năm 2010, dân số của xã này là 1.198 người.